# Lemònia
La tribu Lemònia va ser una de les 31 tribus rústiques de l'antiga Roma. La tradició explica que era una de les 21 tribus rústiques o rurals que es van crear a principis del segle v aC. S'abreuja a l'epigrafia amb les sigles LEM2.

## Història
Segons Theodor Mommsen, va existir una gens Lemònia, una de les famílies patrícies més antigues de Roma que va donar nom a la tribu Lemònia. S'hauria extingit ràpidament i sense deixar cap rastre als Fasti. Altres autors rebutgen aquesta explicació perquè la consideren massa artificial, i és difícil d'entendre la desaparició d'una gens si va deixar un nom a una tribu.
Andreas Alföldi proposa una altra teoria, i fa derivar el nom de la tribu Lemònia de la toponímia, explicant que segons Sext Pompeu Fest, el territori primitiu de la tribu Lemònia prenia el seu nom del pagus Lemonius, que era proper al pomerium i a la porta Capena, i s'estenia al llarg de la Via Llatina; segons Andreas Alföldi, arribava fins al límit exterior de l'ager Romanus del període reial.
Més tard, els ciutadans romans originaris de ciutats o províncies italianes com Bolonya (Bononia), Ancona i Durrës (Dyrrachium) van ser inclosos a la tribu Lemònia.